# Győrffy Béla
Győrffy Béla (Kemenesmagasi, 1928. január 14. – Martonvásár, 2002. május 8.) Széchenyi-díjas agrármérnök, növénynemesítő, a mezőgazdaság-tudományok doktora, az MTA tagja (l.: 1987, r.: 1993)

## Származása, tanulmányai
50 holdas gazdasággal rendelkező, osztrák-magyar identitású, magyar és német nyelven egyaránt beszélő, birtokos családban nevelkedett. Egyike volt az utolsó osztrák-magyar értelmiségieknek. Szülőfalujában és Nagyszentmihályon kezdte tanulmányait, de 1939-ben Zalaegerszegen és Székesfehérváron folytatta, majd a szarvasi Gazdasági Tanintézetben fejezte be érettségivel. Budapesten, a József Nádor Műszaki és Gazdaságtudományi Egyetemen, majd annak jogutódjában, a Magyar Agrártudományi Egyetem Mezőgazdaságtudományi Karán szerzett mezőgazdasági mérnöki oklevelet 1949-ben. 1946-tól Györffy-kollégista volt. Bátyja, Sándor révén Németh László, Darvas József, Veres Péter többször megfordult házukban, s világszemléletük rá is hatással volt. Egyik alapítója – majd igazgatója  lett az első agrár szakkollégiumnak, az Áchim András kollégiumnak. Lelkesen működött közre a száz, érettségi nélküli, tehetséges parasztfiatalt egyetemi felvételre előkészítő, bentlakásos Somogyi Imre Kollégium létrehozásában, fenntartásában és a parasztfiatalok tanításában. A MEFESZ-ben és a DISZ-ben, továbbá a Nemzeti Parasztpártban végzett munkát. Részt vett  1946-1947-ben az akkori fiatalság nemzetközi összefogásával zajló bulgáriai és a jugoszláviai Šamac-Szarajevói vasútépítésben. Bekerült abba az egyetemi hallgatói csoportba, amelyet az egyetem gyakorlatra küldött ki Svédországba. Ott egy mezőgazdasági nagyüzemben arattak (itt tanult meg kombájnt vezetni). A gyakorlat befejezése után néhány barátjával átmentek Dániába, ahol egy parasztgazdaságban egy hetet dolgoztak, majd még két hónapos tanulmányutat tettek Nyugat-Európában.

## Pályafutása
Az agrárpolitikai tanszék tanársegédjeként 1948-1949 között Nagy Imre mellett dolgozott. 1949 őszétől a moszkvai Tyimirjazev Mezőgazdasági Akadémia ösztöndíjasa lett, s 1953-ban kandidált. Ez évben került Martonvásárra, az MTA Mezőgazdasági Kutatóintézetébe, ahol Surányi akadémikus irányításával folytatta kettőstermesztési kísérleteit, 1957-ig tudományos igazgatóhelyettesi minőségben. 1954-től két irányban foglalkozott a kukoricával: egyrészt a talajtermékenység vonatkozásában, másrészt a kukoricatermesztés-technológia fejlesztése kapcsán. A talajművelés és a talajtermékenység általános kérdéseire kívánt választ kapni a tartamkísérletekben, s a vetésforgó, a monokultúra, a trágyázás és a talajművelés rendszerének összefüggéseit is behatóan tanulmányozta. Kutatásaiban nagy gondot fordított a kukoricahibridek reakcióinak, a genotípus és a környezet, valamint a genotípus és a technológia kölcsönhatásainak vizsgálatára. 1957-ben tudományos munkatárs lett, majd ugyanebben az évben főmunkatárssá léptették elő, s e munkakörben dolgozott 1960-ig, amikor tudományos tanácsadói beosztásba került. Munkatársával, elsősorban Szabó J. Lászlóval szabadföldi kisparcellás kísérletekben az 1960-as évek közepétõl több száz herbicid (gyomirtó szer), illetve herbicid-kombináció hatását tanulmányozták. Több hazai és nemzetközi szabadalom fűződik nevéhez. 1984 és 1990 között igazgatója volt az intézménynek. A kutatás mellett egyenértékű tevékenységnek tekintette az oktatást is: 1965-1966-ban a Iowa State University vendégprofesszora volt. Martonvásáron kamatoztatta tapasztalatait. A hazai kutatóintézetben 1972-ben épült fel a kanadai rendszerű klímaház, a fitotron, mely  jelentősen meggyorsította a nemesítői munkát, kiváltképpen az új fajták előállítását. Martonvásáron, majd számos állami gazdaságban a iowa-i Garstfarm közreműködésével felépítették a hibridkukorica vetőmagüzemeket. Munkájának eredményeképpen Magyarország lett a világ legnagyobb kukorica vetőmagexportőre.
1977-től a Gödöllői Agrártudományi Egyetem címzetes egyetemi tanáraként működött. 1986-tól a mezőgazdaság-tudományok doktora. 1991-től a Gödöllői Agrártudományi Egyetem, 1997-től a Pannon Agrártudományi Egyetem és 1999-től a debreceni Agrártudományi Egyetem díszdoktora volt.
1987-ben a Magyar Tudományos Akadémia levelező taggá választotta. Székfoglalója Vetésforgó, talajtermékenység, kemizáció és a földművelés rendszere, 1993-ban pedig, rendes taggá választásakor Kemizáció és szerves gazdálkodás a martonvásári tartamkísérletek tükrében címmel hangzott el. Elismertségére, tekintélyére jellemző, hogy 1953 és 1962 között az MTA Növénytermesztési Bizottságának titkára, 1985 és 1997 között pedig elnöke volt. 1990 és 1995 között az MTA elnökségi tagja és az MTA Felügyelő Bizottságának elnöke, majd 1996-tól 2001-ig az Akadémiai Kutatóhelyek Tanácsa Élettudományi Kuratóriumának elnöke volt.
Magyar és nemzetközi tudományos társaságok és egyesületek tagja volt. Így betöltötte a Magyar Agrártudományi Egyesület Növénytermesztési Társaságának elnöki tisztét 1982 és 1990 között, ugyancsak elnöke volt 1999-től a Herbológiai Társaságnak. A Magyar Talajművelők Társaságának, melyet 1993. április 30-án, Gödöllőn harmincöt mezőgazdász kutató alapított, elsőként megválasztott tiszteletbeli elnöke 1997-ben Győrffy Béla akadémikus lett.
Az International Biometric Society elnöke volt 1990-ben, az European Society of Agronomy (ESA) nb. elnöke volt 1992-ben, s az EWRS (European Weed Research Society) elnöki tisztére 1995-ben szintén őt kérték fel.
Széles műveltségű européer volt, ismerői szerint „szakirodalmi, szépirodalmi, történelmi és filozófiai ismeretei szinte kimeríthetetlenek voltak”. Négy nyelven (magyar, angol, orosz, német) értett anyanyelvi szinten.
A Györffy Kollégium elanyátlanodott tagjait 1956 után mint egy családfő fogta össze azzal, hogy Martonvásáron összejöveteleket szervezett, ahol feleségével birkát főzött. A szőlőtermesztés és a borászat életmódjának szerves részévé vált. A másik szenvedélye a juhtenyésztés volt. Különleges fajtákat gyűjtött, szaporított, de mind között legkedvesebb volt számára a racka.

## Díjai
- Akadémiai Díj (1962)
- Kiváló feltaláló Ezüst fokozat (1972)
- Kiváló Feltaláló Arany fokozat (1973 és 1975)
- Cserháti Díj (1979)
- Cserháti Díj (1982)
- Baross-emlékérem (1995)
- Széchenyi-díj (1997) – A magyar növénynemesítés és növénytermesztés területén kifejtett nemzetközileg is kiemelkedő kutatási és nagy gyakorlati jelentőségű tevékenységéért. Megosztott díj Bócsa Ivánnal.

Tevékenységének elismeréseként Martonvásár 1995-ben díszpolgárává választotta, majd 2003-ban Fejér megye díszpolgárává is megválasztották(posztumusz).

## Munkássága
Kutatási területe a növénytermesztési rendszerek összehasonlító értékelése és a kukoricatermesztés technológiája, a genotípus és a környezet interakcióinak feltárása volt. Nevéhez fűződik a hibridkukorica-termesztés (három kukoricahibridet szabadalmaztatott) és a kukorica modern termesztési technológiájának bevezetése, az országos műtrágyázási program elindítása, az OTK kísérletek létrehozása, a fenntartható növénytermesztés kutatási témáinak elindítása, s legutolsó kezdeményezése, a precíziós növénytermesztés kutatási programja, ami nem más, mint a termőhely heterogenitásához, a termőhelyi adottságokhoz és a növény-talaj kölcsönhatásokhoz történő alkalmazkodás. Az ország legrégebbi, korszerű, ismétléses tartamkísérleteit 1959-1961 között a tápanyagellátás, a növényállomány, a gyomszabályozás és a vetésváltás tanulmányozására ő állította be Martonvásáron. Ezek azóta is fennmaradtak, és mint élő szabadföldi kísérleti laboratóriumok felbecsülhetetlen az értékük a tudományos kutatásban, az oktatásban, a kutatók képzésében és a szaktanácsadásban. Úttörője volt az integrált gyomszabályozás bevezetésének, számos herbicid és gyomirtási eljárás megalkotásában vett részt, elévülhetetlenek érdemei a kukorica vegyszeres gyomirtásának bevezetésében és a gyomirtási technikák korszerűsítésében. Talajművelési kutatásai során nemzetközileg is elismert eredményeket kapott. Iskolateremtő munkásságával jelentősen hozzájárult a nagyüzemi kukoricatermesztés, a tápanyaggazdálkodás és a kemizáció magyarországi fejlődéséhez.
Kutatási  eredményeiről több mint 150 magyar és idegen nyelvű tudományos közleményben számolt be.
Mindegyik agráregyetemen oktatott, kutatási eredményeit átültette a gyakorlatba és megismertette vele hallgatóit. A Szent István Egyetem címzetes egyetemi tanára, a Növénytudományi Doktori Iskola alapító tagja volt.

## Főbb művei

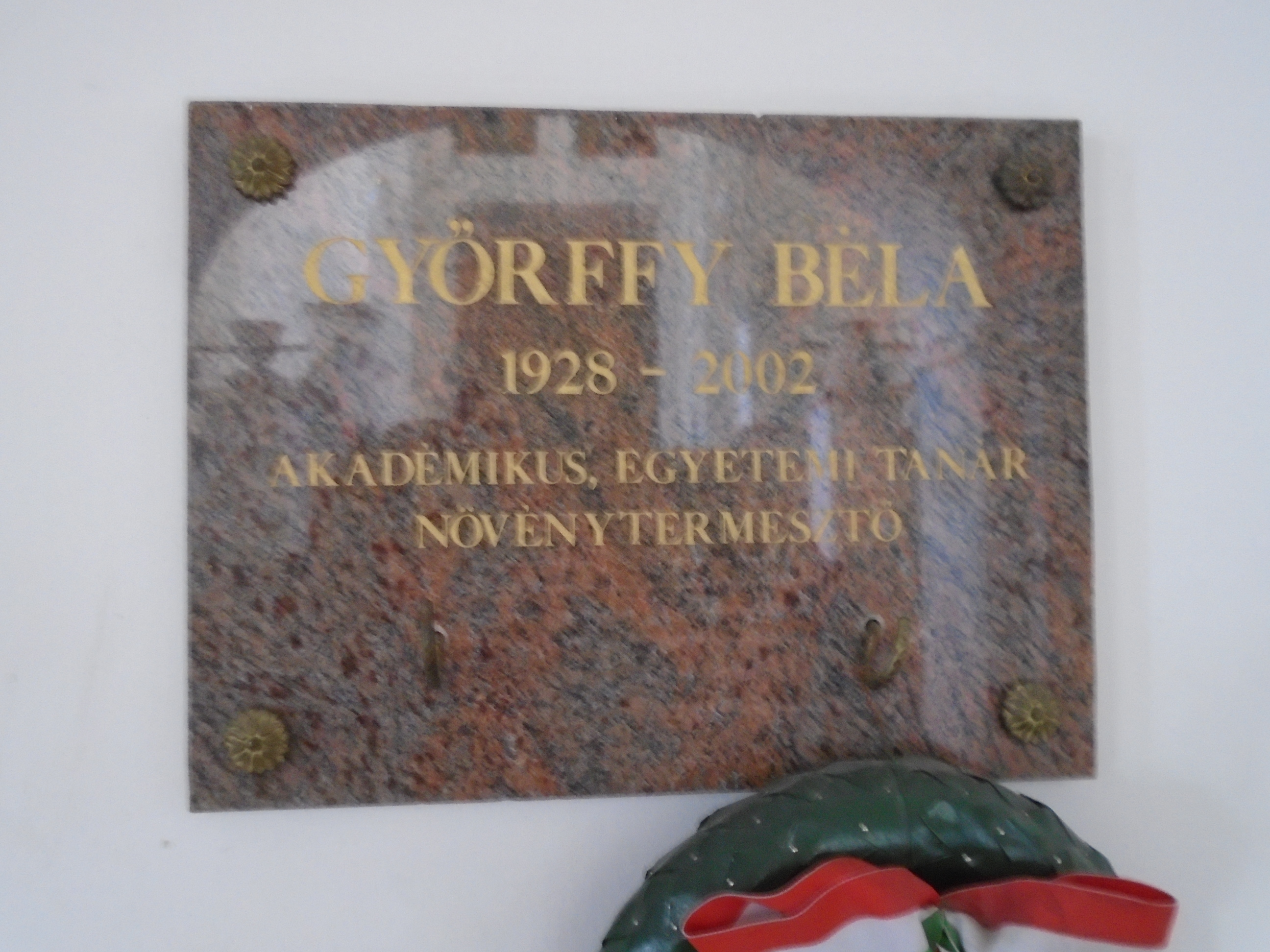
Emléktáblája Gödöllőn

- Győrffy – I’só – Bölini: 1965. Kukoricatermesztés., A növénytermesztés kézikönyve I. A kukorica. p. 190-279.,
- Kukoricatermesztési kísérletek. 1953-57.,
- Kukoricatermesztési kísérletek 1958-60.,
- Kukoricatermesztési kísérletek 1960-1967.,
- Kukoricatermesztési kísérletek 1968-74. Szerk. I’só I. – Győrffy B. Akadémiai Kiadó.,
- Vetésforgó – vetésváltás – monokultúra. 1975. Agrártudományi Közlemények., Sustainable Agriculture 1993. London-Martonvásár.
- Győrffy Béla: Környezetkultúra, biogazdálkodás, precíziós növénytermesztés; I. Biogazdálkodás; II. Középutas mezőgazdaság; III. Ipari mezőgazdaság; IV. Precíziós mezőgazdaság. In: Ezredforduló, 2000/3. Műhely rovat. Budapest, 2000.

## Emlékezete
2003-tól minden évben, születésnapja körül, rá emlékezve szakmai tanácskozást tartanak az MTA Martonvásári Mezőgazdasági Kutatóintézetében.